# Elezioni parlamentari nelle Isole Åland del 1979
Le elezioni parlamentari nelle Isole Åland del 1979 si tennero il 20 ottobre.

## Risultati
| Liste                         | Voti  | % | Seggi |
| ----------------------------- | ----- | - | ----- |
| Centro delle Åland            | 3.954 |   | 14    |
| Liberali delle Åland          | 2.764 |   | 9     |
| Moderati delle Åland          | 1.295 |   | 4     |
| Socialdemocratici delle Åland | 1.125 |   | 3     |
| Sinistra Ålandese             | 195   |   | -     |
| Totale                        |       |   |       |